# Eduardo Salvio
Eduardo Antonio "Toto" Salvio (Avellaneda, 13. svibnja 1990.) argentinski je nogometaš koji igra na poziciji krila. Trenutačno igra za argentinski klub Lanús. 
Debitirao je za reprezentaciju 20. svibnja 2009. u pobjedi 3:1 nad Panamom u prijateljskoj utakmici.
Salvio je u svoje vrijeme smatran jednim od najperspektivnijih mladih svjetskih nogometaša. Za njegov se potpis u ljetnom prijelaznom roku 2009. natjecao Atlético Madrid, a spominjali su se i talijanski prvoligaši Inter, Milan, Juventus i Napoli te neki premierligaški klubovi, ali je Salvio ipak ostao u Lanúsu. U jesen iste godine kao novo odredište mladog Argentinca spominjala se Fiorentina.
Dana 12. siječnja 2010. Salvio je postao članom madridskog Atlética. Prvi nastup za novi klub zabilježio je 18. veljače u domaćem remiju s Galatasarayem u Europskoj ligi. U kolovozu iste godine posuđen je portugalskom prvaku Benfici do kraja sezone. Od 2012. stalni je član Benfice.

## Vanjske poveznice
- Profil Eduarda Salvia na transfermarkt.de (njem.)